# Villasdardo
Villasdardo es un municipio y localidad española de la provincia de Salamanca, en la comunidad autónoma de Castilla y León. Se integra dentro de la comarca de la Tierra de Ledesma. Pertenece al partido judicial de Salamanca.
Su término municipal está formado por un solo núcleo de población, ocupa una superficie total de 21,54 km² y según los datos demográficos recogidos en el padrón municipal elaborado por el INE en el año 2017, cuenta con una población de 17 habitantes.

## Toponimia

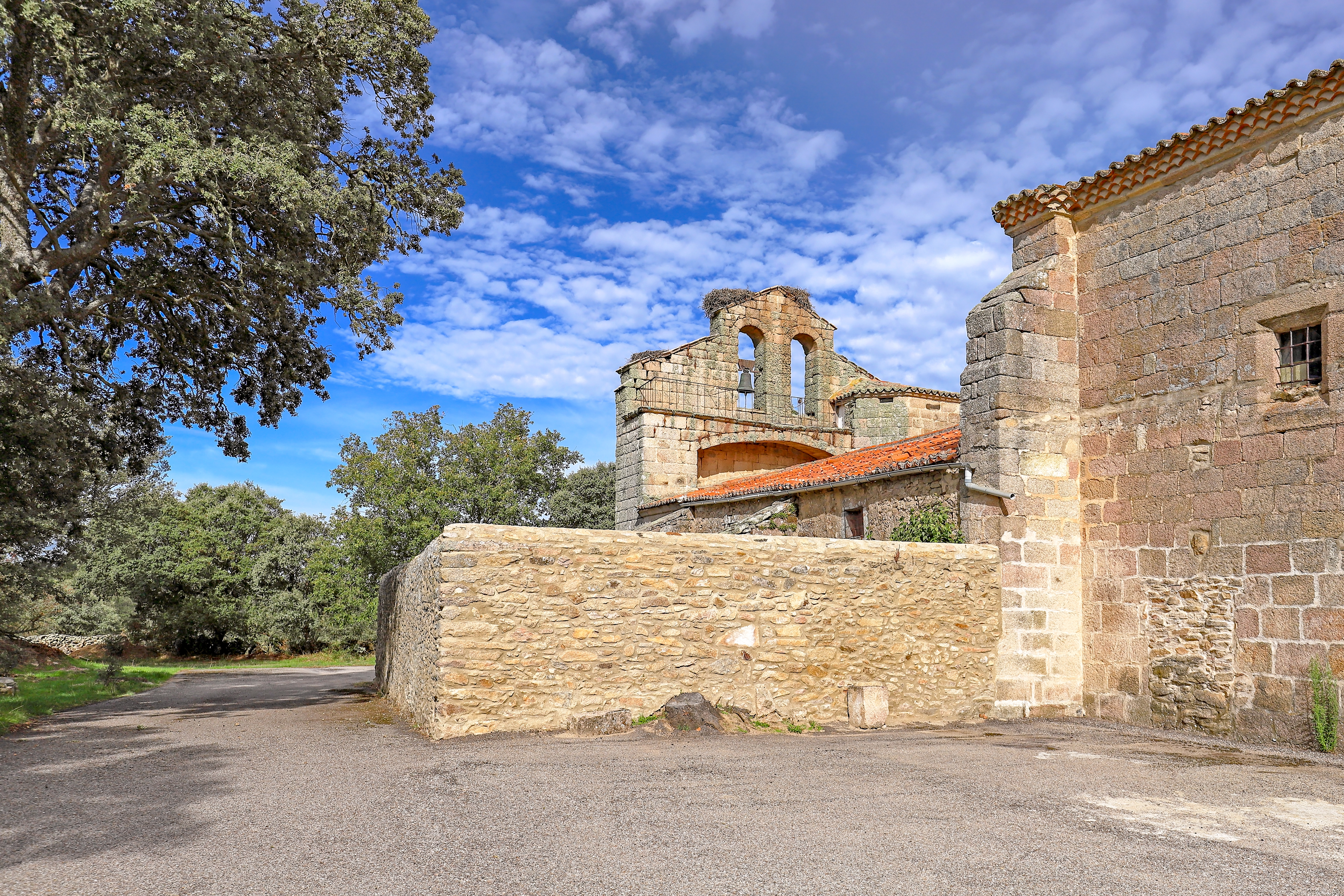
Iglesia parroquial de la Purísima Concepción

Su nombre proviene de la lengua leonesa medieval, estando registrado en el siglo XIII como Villares Sordo y en el XV como Villares Dardo, derivando de ello la actual denominación. Así, Villares se traduciría en leonés con un doble significado: "pueblos" o "casas", siendo esta última la acepción más ajustada al caso, desconociéndose el significado de la segunda parte del nombre.

## Historia

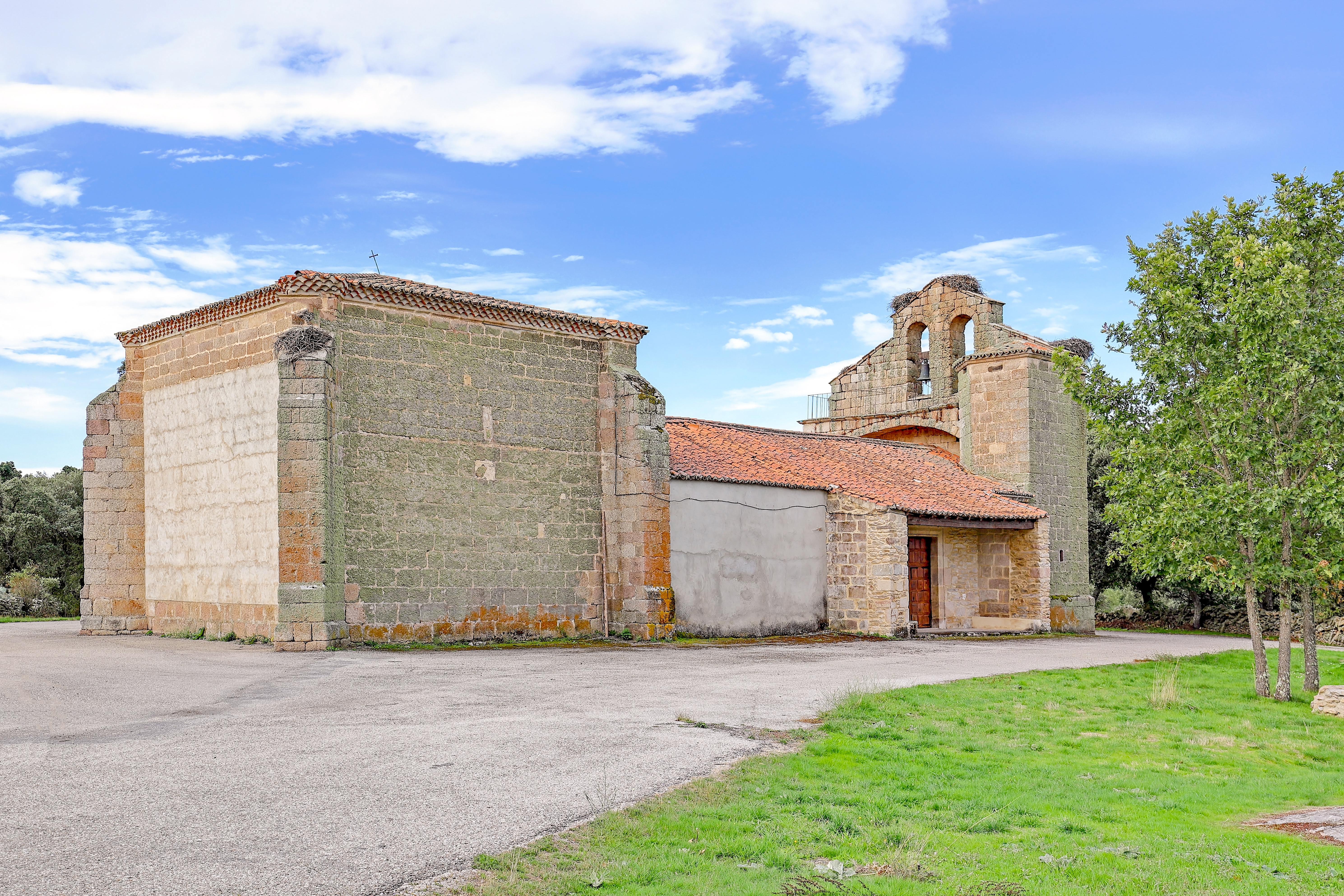
Iglesia parroquial de la Purísima Concepción

La fundación del actual Villasdardo se debe a los reyes leoneses, que fundaron esta localidad en la Alta Edad Media. Posteriormente, en el siglo XVI, fue señorío de Fernán Álvarez Abarca, médico real. Con la creación de las actuales provincias en 1833, queda integrado en la provincia de Salamanca, dentro de la Región Leonesa.

## Demografía
Villasdardo cuenta con una población de 22 habitantes (INE 2024).
| Gráfica de evolución demográfica de Villasdardo entre 1842 y 2021                                                   |
| |
| Población de derecho según los censos de población del INE Población de hecho según los censos de población del INE |

### Transporte
Pese a que históricamente siempre ha sido uno de los municipios menos poblados de la provincia, está muy bien comunicado por carretera, siendo atravesado en dirección noroeste por la DSA-431 que lo une con Villar de Peralonso y la carretera CL-517 y en sentido sureste por la DSA-418 que lo une con Sando y la carretera SA-305. La mencionada carretera CL-517 permite además llegar hasta Salamanca, finalizando en el enlace de dos autovías, la autovía de Castilla que lleva hasta Burgos y la autovía Ruta de la Plata, principal eje norte-sur de la península que comunica Gijón con Sevilla.
En cuanto al transporte público se refiere, es inexistente, no hay línea de tren ni vías férreas construidas, así como tampoco existen servicios regulares de autobús que paren o pasen por el municipio o por los cercanos, siendo la estación de autobús más cercana la de Vitigudino y no existiendo ninguna estación de tren hasta Salamanca, a más de 50 km de distancia. Por otro lado el aeropuerto de Salamanca es el más cercano, estando a unos 66 km de distancia.

## Administración y política
| Periodo   | Nombre                | Partido | Partido                           |
| --------- | --------------------- | ------- | --------------------------------- |
| 1979-1983 | Teófilo Martín Mangas |         | Unión de Centro Democrático (UCD) |
| 1983-1987 | Antonio Ríos Prieto   |         | Alianza Popular (AP)              |
| 1987-1991 | Manuel Ríos Prieto    |         | Alianza Popular (AP)              |
| 1991-2019 | Manuel Ríos Prieto    |         | Partido Popular (PP)              |
| 2019-2023 | Alicia Pérez Sánchez  |         | Villasdardo Tiene Vida (VTV)      |
| 2023-act. | Alicia Pérez Sánchez  |         | Partido Popular (PP)              |

| Partido político                              | 2023  | 2023  | 2023       | 2019  | 2019  | 2019       | 2015  | 2015  | 2015       | 2011  | 2011  | 2011       | 2007  | 2007  | 2007       | 2003  | 2003  | 2003       |
| Partido político                              | %     | Votos | Concejales | %     | Votos | Concejales | %     | Votos | Concejales | %     | Votos | Concejales | %     | Votos | Concejales | %     | Votos | Concejales |
| Partido Popular (PP)                          | 49,99 | 7     | 3          | 17,65 | 3     | 1          | 52,94 | 9     | 3          | 88,24 | 15    | 3          | 83,33 | 15    | 1          | 90,00 | 18    | 1          |
| Unión del Pueblo Leonés (UPL)                 | 7,14  | 1     | 0          | —     | —     | —          | —     | —     | —          | —     | —     | —          | —     | —     | —          | —     | —     | —          |
| Partido Socialista Obrero Español (PSOE)      | 7,14  | 1     | 0          | —     | —     | —          | —     | —     | —          | —     | —     | —          | —     | —     | —          | —     | —     | —          |
| Villasdardo Tiene Vida (VTV)                  | —     | —     | —          | 35,29 | 6     | 2          | —     | —     | —          | —     | —     | —          | —     | —     | —          | —     | —     | —          |
| Unidad Regionalista de Castilla y León (URCL) | —     | —     | —          | —     | —     | —          | —     | —     | —          | —     | —     | —          | —     | —     | —          | 10,00 | 2     | 0          |

## Patrimonio

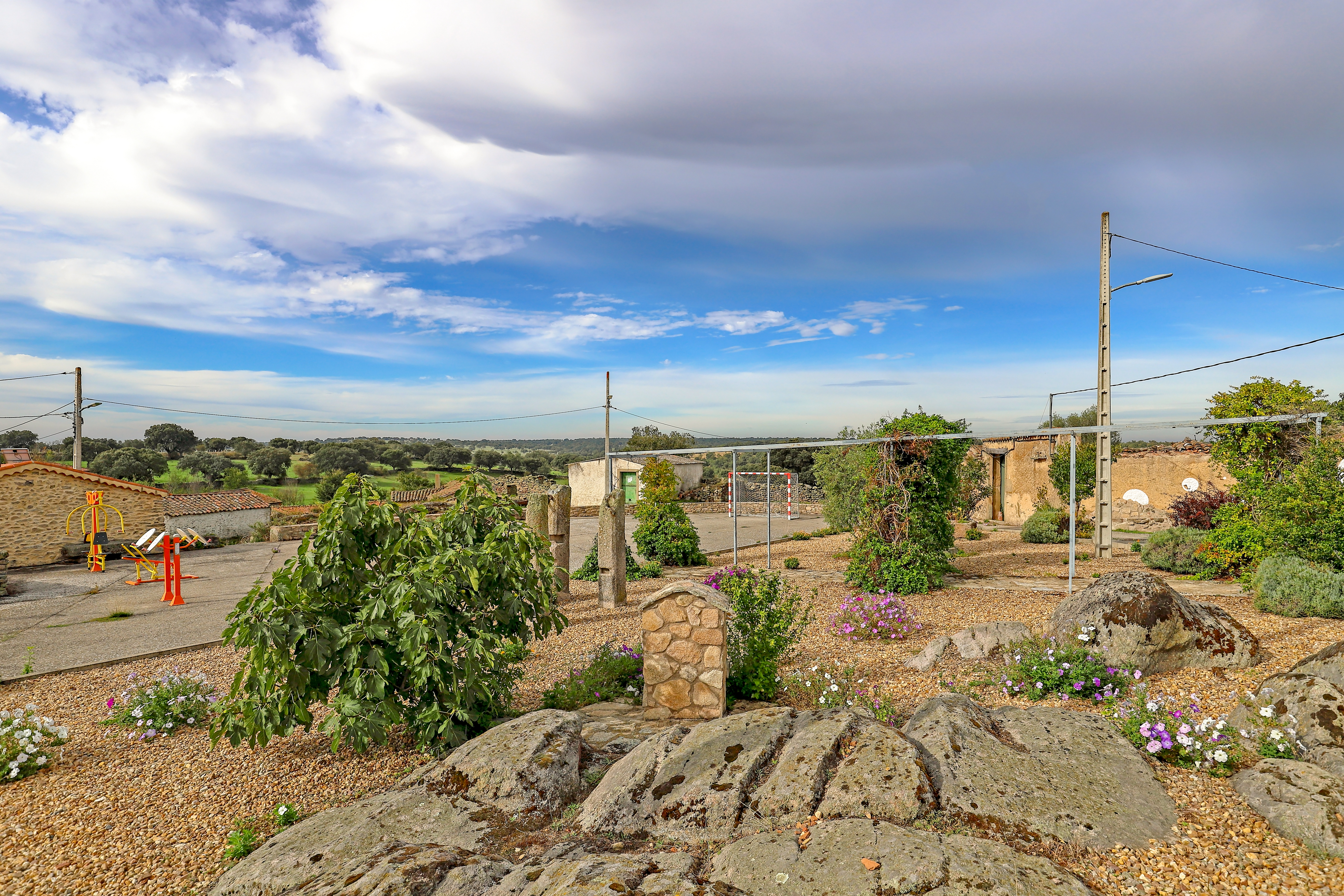
Instalaciones de ocio

- Dolmen de la Casa del Moro, con restos de las estructuras de la cámara y del corredor y que dan muestra de la presencia humana en el término municipal desde la Prehistoria.
- Iglesia de Ntra. Sra. de la Purísima Concepción.
- Arquitectura tradicional.
- Antanas, antiguas fuentes